# Lubinszky Tibor
Lubinszky Tibor (Budapest, 1909. november 26. – Budapest, 1956. április 1.) magyar színész.

## Élete
Édesapja, Lubinszky Lajos Tibor fiatalon kisebb társulatoknál játszott, később a Nemzeti Színházban dolgozott előbb színészként, majd ügyelőként. Édesanyja Reisz Margit színésznő volt. Lubinszky Tibor pályafutása a Corvin Filmgyárban indult, első filmszerepét 1913-ban a Drágfy Veron című filmben kapta. A kis lord és a Twist Olivér című magyar filmekben főszerepeket játszott, s csakhamar Ausztriában és Németországban is ismeret lett a neve. Németországba az 1920-as évek elején ment filmezni. Korda Sándor Koldus és királyfi (1920) című filmjében aratta legnagyobb nemzetközi sikerét. Kamaszkorában azonban kinőtt a gyerekszerepekből. Ezután kitanulta a drogériás mesterséget. Először inasként dolgozott, majd drogista mester lett. 1934. június 17-én Budapesten házasságot kötött Tóth Béla és Szabó Rozália lányával, Rózsával. A második világháború alatt frontszolgálatot teljesített, ami tönkretette egészségét. Betegségét nem tudták meggyógyítani, annak ellenére, hogy még Angliából is kapott segítséget. Korda Sándor elküldte számára a Magyarországon nem beszerezhető gyógyszereket. Fiatalon, elfelejtve halt meg.

## Családja
Szülei Lubinszky Lajos Andor Tibor (Bp., 1888. nov. 13. – Ukrajna, 1943. ápr. 10.). színész és Rajz (Reisz) Margit, színésznő, szül. 1889. nov. 3-án, Belényesen (Bihar megye). Anyai nagyszülei Rajz Ödön (Reisz Jenő) és Vámosi Gizella színészek. Anyai nagybátyja Rajz János. Apai nagyszülei Lubinszky Ödön és Boér Hermin színészek.

## Ismertebb filmjei
- A kis lord (1918)
- Twist Olivér (1919)
- A csodagyerek (1920)
- Koldus és királyfi (Bécs)